# Michael A. Spencer
Michael A. Spencer ( 1960 - ) es un botánico, curador, profesor estadounidense .
- La abreviatura «M.A.Spencer» se emplea para indicar a Michael A. Spencer como autoridad en la descripción y clasificación científica de los vegetales.[1]